# 마쓰시마촌 (니가타현)
마쓰시마촌(松島村)은 니가타현 나카칸바라군에 설치되었던 촌이다. 현재의 니가타시 히가시구에 해당한다.